# Hydra madagascariensis
Hydra madagascariensis is een hydroïdpoliep uit de familie Hydridae. De poliep komt uit het geslacht Hydra. Hydra madagascariensis werd in 1999 voor het eerst wetenschappelijk beschreven door Campbell. 